# Halterofilismo nos Jogos Olímpicos de Verão da Juventude de 2010 - Até 53 kg feminino
A competição da categoria até 53 kg feminino do halterofilismo nos Jogos Olímpicos de Verão da Juventude de 2010 foi disputada no dia 16 de agosto, às 14:30 (UTC+8), no Toa Payoh Sports Hall, em Cingapura. Oito halterofilistas participaram deste evento, limitado a atletas com peso corporal inferior a 53 kg.
Cada competidora realizou os movimentos de arranque e arremesso, com o resultado final sendo a soma do maior peso levantado em cada movimento. A atleta tinha o direito de realizar três tentativas em cada movimento, sendo que as duas piores eram descartadas.

## Medalhistas
| Ouro   | BUL Boianka Kostova |
| Prata  | TPE Hsing-Chun Kuo  |
| Bronze | INA Dewi Safitri    |

## Resultados
| Pos.              | Atleta                    | Peso corporal (kg) | Arranque (kg) | Arranque (kg) | Arranque (kg) | Arranque (kg) | Arremesso (kg) | Arremesso (kg) | Arremesso (kg) | Arremesso (kg) | Total (kg) |
| Pos.              | Atleta                    | Peso corporal (kg) | 1             | 2             | 3             | Res.          | 1              | 2              | 3              | Res.           | Total (kg) |
| ----------------- | ------------------------- | ------------------ | ------------- | ------------- | ------------- | ------------- | -------------- | -------------- | -------------- | -------------- | ---------- |
| Medalha de ouro   | BUL Boianka Kostova       | 52,73              | 78            | 82            | 85            | 85            | 98             | 98             | 107            | 107            | 192        |
| Medalha de prata  | TPE Hsing-Chun Kuo        | 52,91              | 72            | 75            | 77            | 77            | 90             | 95             | 97             | 97             | 174        |
| Medalha de bronze | INA Dewi Safitri          | 51,32              | 70            | 71            | 76            | 71            | 95             | 100            | 103            | 100            | 171        |
| 4                 | DOM Yineisi Reyes Marinez | 52,26              | 80            | 80            | 85            | 80            | 80             | 86             | 86             | 86             | 166        |
| 5                 | COL Diana Cadena          | 52,51              | 68            | 68            | 71            | 71            | 87             | 90             | 90             | 90             | 161        |
| 6                 | TUR Damla Aydin           | 52,25              | 67            | 70            | 72            | 67            | 80             | 80             | 85             | 80             | 147        |
| 7                 | TUN Oumaima Majri         | 52,46              | 58            | 62            | 65            | 62            | 73             | 78             | 80             | 78             | 140        |
| 8                 | MHL Lomina Tibon          | 52,26              | 25            | 30            | 30            | 30            | 35             | 45             | 45             | 35             | 65         |